# 然花抄院
株式会社然花抄院（ぜんかしょういん）は、京都府京都市中京区に本店を置く、菓子製造・販売の企業である。

## 商品
- 「然」かすてら
- 武々卵
- 匠珍
- 卵蜜
- 室町傍瑠
- 宝卵
- 雪花霜
- 「室町」花素庭等
- 吾花
- 玉しぐれ
- 渋谷小判
- 黄金色の伝説
- 黄金色のカステララスク
- 幻月
- 畳畳
- ほんわか丸
- すぃーとぽてと

## 店舗
- 京都室町本店
- 渋谷ヒカリエ ShinQs店